# Vinnytsja
Vinnytsja (Oekraïens: Вінниця, [ˈβ̞in:ɪts͡ʲa]; Pools: Winnica) is een stad en gemeente in de Oekraïense oblast Vinnytsja, in Oekraïne, die 200 kilometer ten zuidwesten van Kiev gelegen is. Het is de hoofdstad van de oblast Vinnytsja en van het gebied rondom de stad, Rayon Vinnytsja, hoewel de stad er zelf geen onderdeel van is. De stad had in 2015 372.500 inwoners.

## Geografie
De stad ligt aan de rivier de Zuidelijke Boeg, in de historische regio Podolië en ligt zo'n 260 km ten zuidwesten van de Oekraïense hoofdstad Kiev.

## Geschiedenis

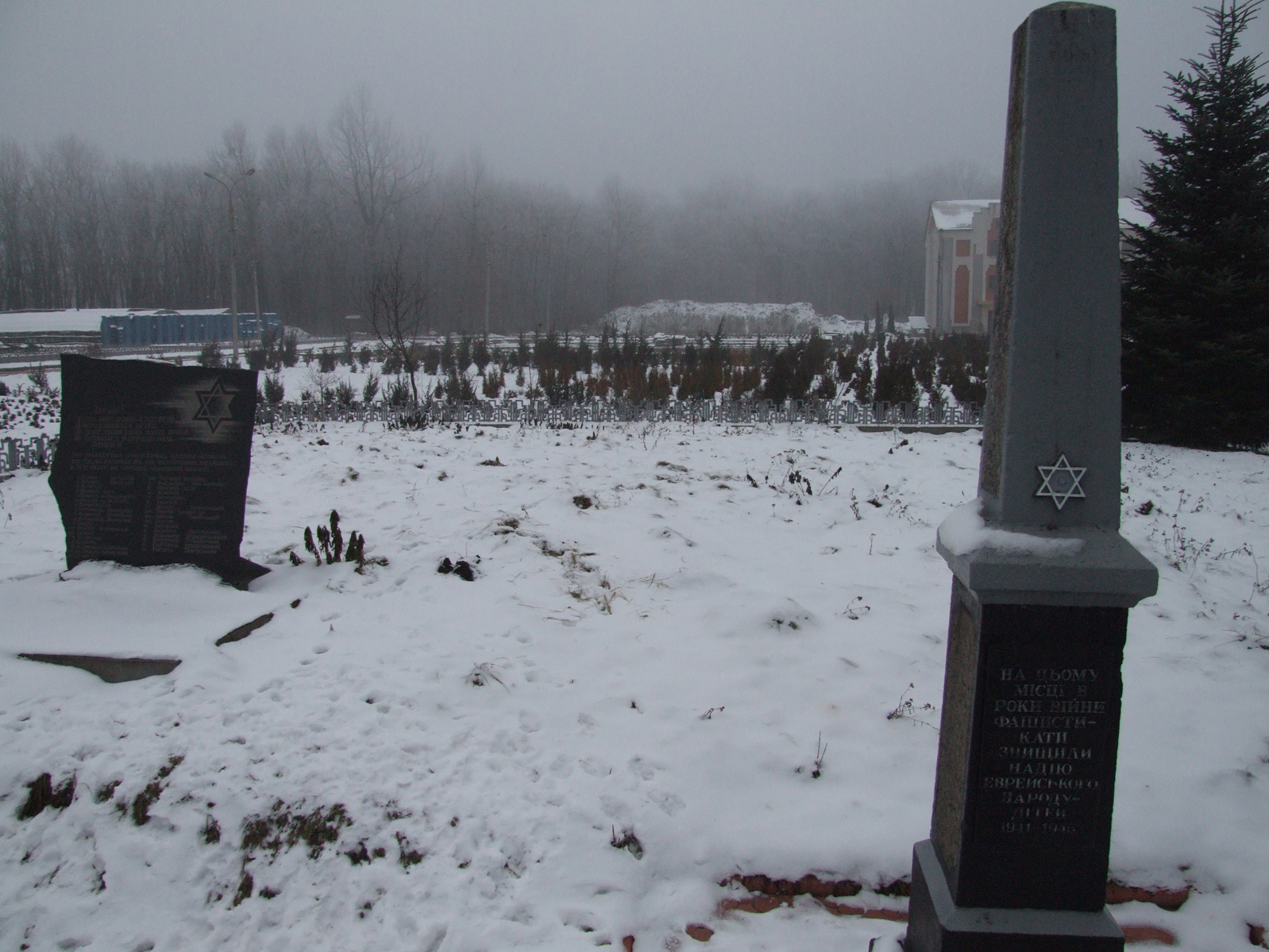
Monument ter herinnering van de Jodenvervolging en genocide van de Joden uit Vinnytsja en omgeving.

De stad werd gesticht in de 14e eeuw, aan de van de Zuidelijke Boeg. In 1363 bouwde Fiodor Koriatowicz, een neef van de Litouwse hertog Algirdas, een fort om de aanvallen van de Tataren te weerstaan, wat later het middelpunt van Vinnytsja werd. In de 15e eeuw kende Alexander van Polen aan Vinnytsja het Maagdenburgs recht toe.
Vinnytsja was vooral vanaf het begin van de zestiende eeuw een belangrijke handelsstad en politiek centrum van betekenis. De stad speelde onder andere een belangrijke rol tijdens de Kozakkenoorlogen. In 1566 werd Vinnytsja onderdeel van het woiwodschap Bracław, en daarmee van het Pools-Litouwse Gemenebest. Van 1569 tot 1793 hoorde Vinnytsja het grootste deel van de tijd bij Polen, behalve in de periode 1672-1699, toen het bij het Ottomaanse Rijk hoorde. Al deze tijd was Vinnytsja een van de belangrijkste steden van Podolië. De Poolse ondernemer Antoni Protazy Potocki opende er op 18 maart 1783 de Kompania Handlowa Polska.
Na de Tweede Poolse Deling van 1793 kwam Vinnytsja samen met het omliggende gebied aan het Keizerrijk Rusland. Van Russische zijde werd geprobeerd om het rooms-katholicisme te vervangen door de Russische Orthodoxie.
In 1937 en 1938 werden hier rond de zevenduizend mensen gedood tijdens de Grote Zuivering, een gebeurtenis die bekendstaat als het Bloedbad van Vinnytsja.

### Tweede Wereldoorlog
Tijdens de Tweede Wereldoorlog werden vrijwel alle Joodse inwoners die nog in de stad waren gefusilleerd. De bevolking werd gedwongen om massagraven te delven. Wie niet meewerkte, trof hetzelfde lot.
Voordat de Tweede Wereldoorlog uitbrak, was ongeveer 40% van de bevolking van Vinnytsja (ca. 34.000 mensen) Joods. Ongeveer de helft van hen kon tijdig vluchten, of werd ingelijfd in het Rode Leger. Gedurende de nazibezetting, die in Vinnytsja op 19 juli 1941 begon, werd nagenoeg de gehele overgebleven Joodse bevolking van de stad vermoord. Deze moorden werden gepleegd door de zogenaamde Einsatzgruppen met hulp van de Oekraïense militie die in 1941 en 1942 rond de 28.000 Joden in massagraven executeerden. In 1942 werd een groot deel van de Joodse wijk Yerusalimka door de Duitsers vernietigd. Een beruchte foto met op de achterkant de tekst "Der letzte Jude in Winniza" De laatste Jood in Vinnytsja toont een lid van Einsatzgruppe D dat op het punt staat een Joodse man neer te schieten die voor een massagraf knielt. De foto is door het Rode Leger op 20 maart 1944 teruggevonden in een fotoalbum van een Duitse soldaat.
Tussen juli 1942 en februari 1943 bevond het tijdelijke hoofdkwartier van Adolf Hitler, genaamd Werwolf, zich in een bos zo'n 15 km ten noorden van Vinnytsja.

### Sovjet-tijdperk
Na de Tweede Wereldoorlog werd er te Vinnytsja een belangrijke basis van de luchtmacht van de Sovjet-Unie gevestigd, die een vliegveld, een ziekenhuis, een wapenarsenaal en andere militaire installaties omvatte. Vanaf 1960 tot begin jaren 90 had onder andere het 43e leger van de Russische Strategische Raketkrachten er zijn hoofdkwartier.

### Russische invasie (2022)
De Oekraïense luchtmacht heeft sinds 1992 haar hoofdkwartier in Vinnytsja. Op 25 maart 2022, een maand na het begin van de Russische invasie van Oekraïne, raakte de infrastructuur van de luchtmachtbasis fors beschadigd door een Russische raketaanval. Volgens het Oekraïense leger had Rusland zeker zes kruisvluchtwapens afgevuurd.
Op 14 juli 2022 werd de stad getroffen door drie Russische raketten, waarbij zeker 21 doden vielen.

## Geboren
- Nathan Altman (1889-1970), kunstenaar, schilder en illustrator
- Alexander Lerner (1913-2004), wetenschapper, wiskundige en refusenik
- Joeri Levada (1930-2006), Russisch socioloog en politicoloog
- Roeslan Pidhorny (1977), wielrenner
- Victoria Koblenko (1980), Oekraïens-Nederlands actrice
- Joelia Goerska (1995), Oekraïense zangeres

## Galerij

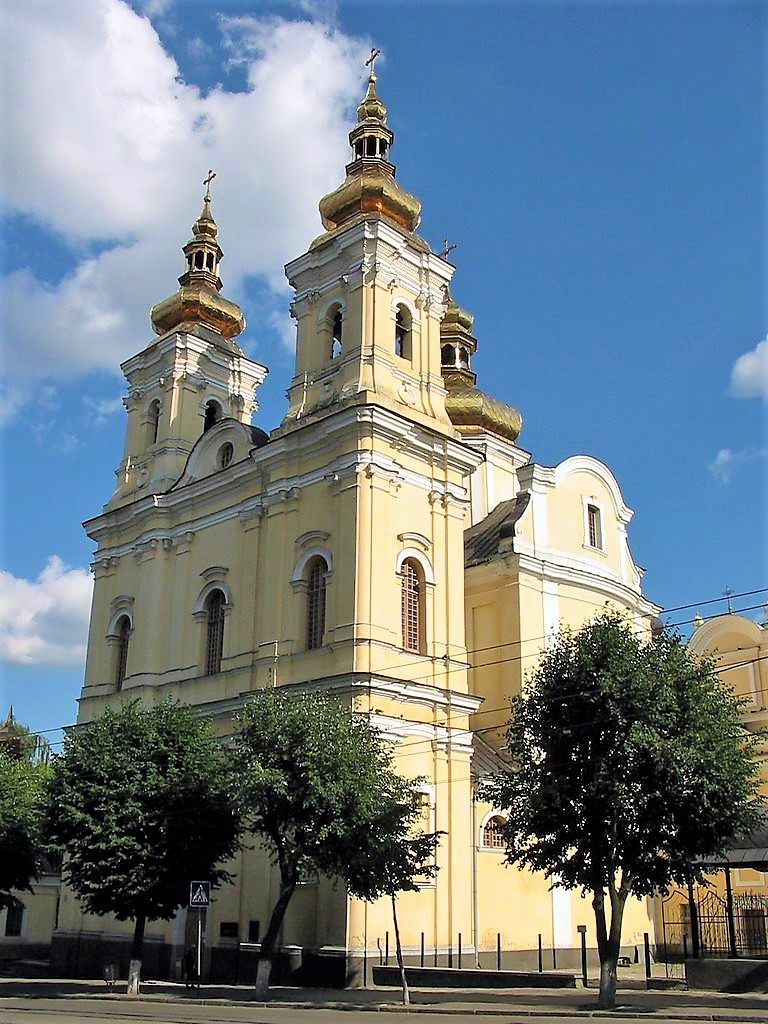
Kathedraal uit 1758.
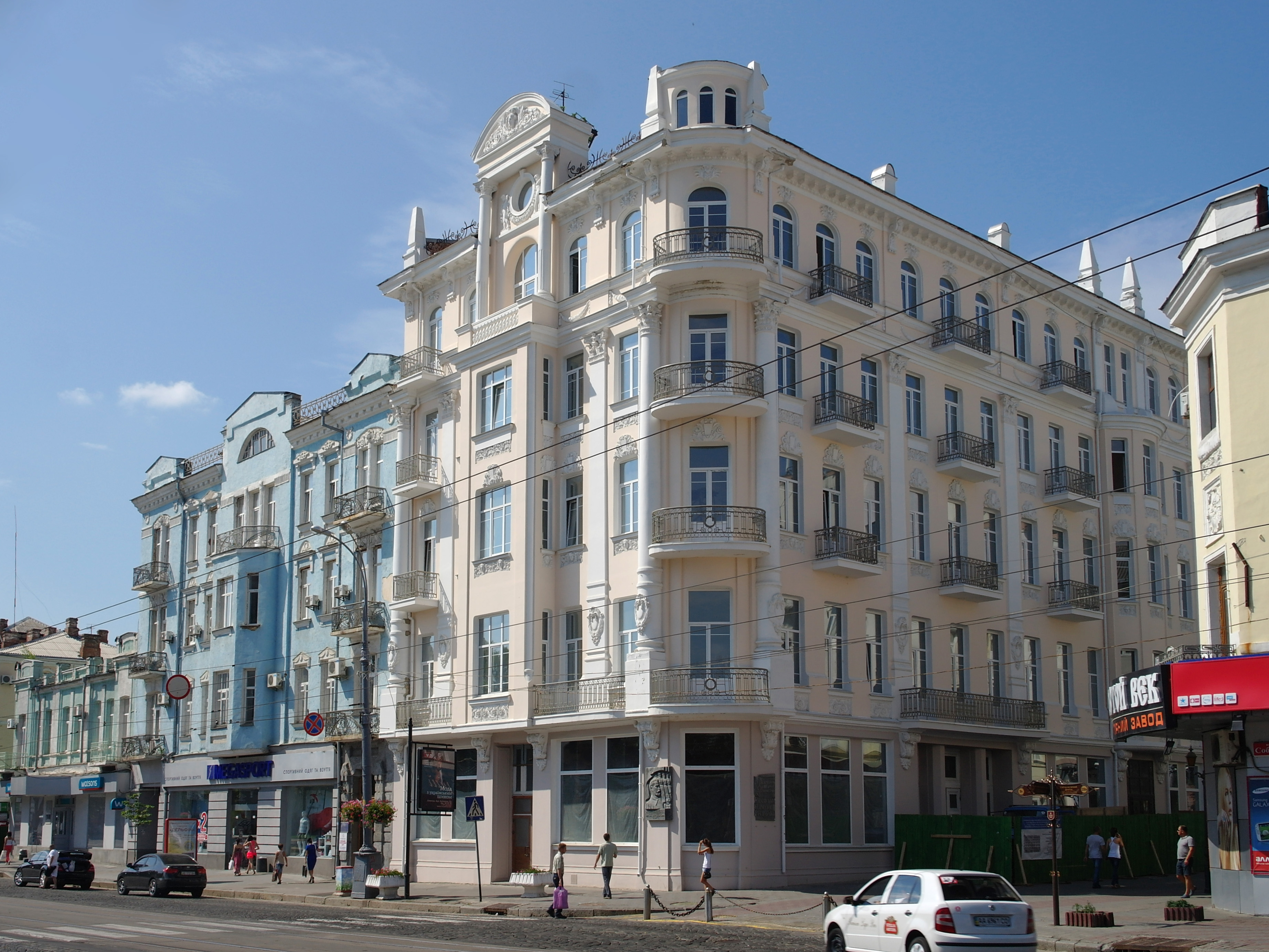
Tramlijn over de Kozytskoho-straat.
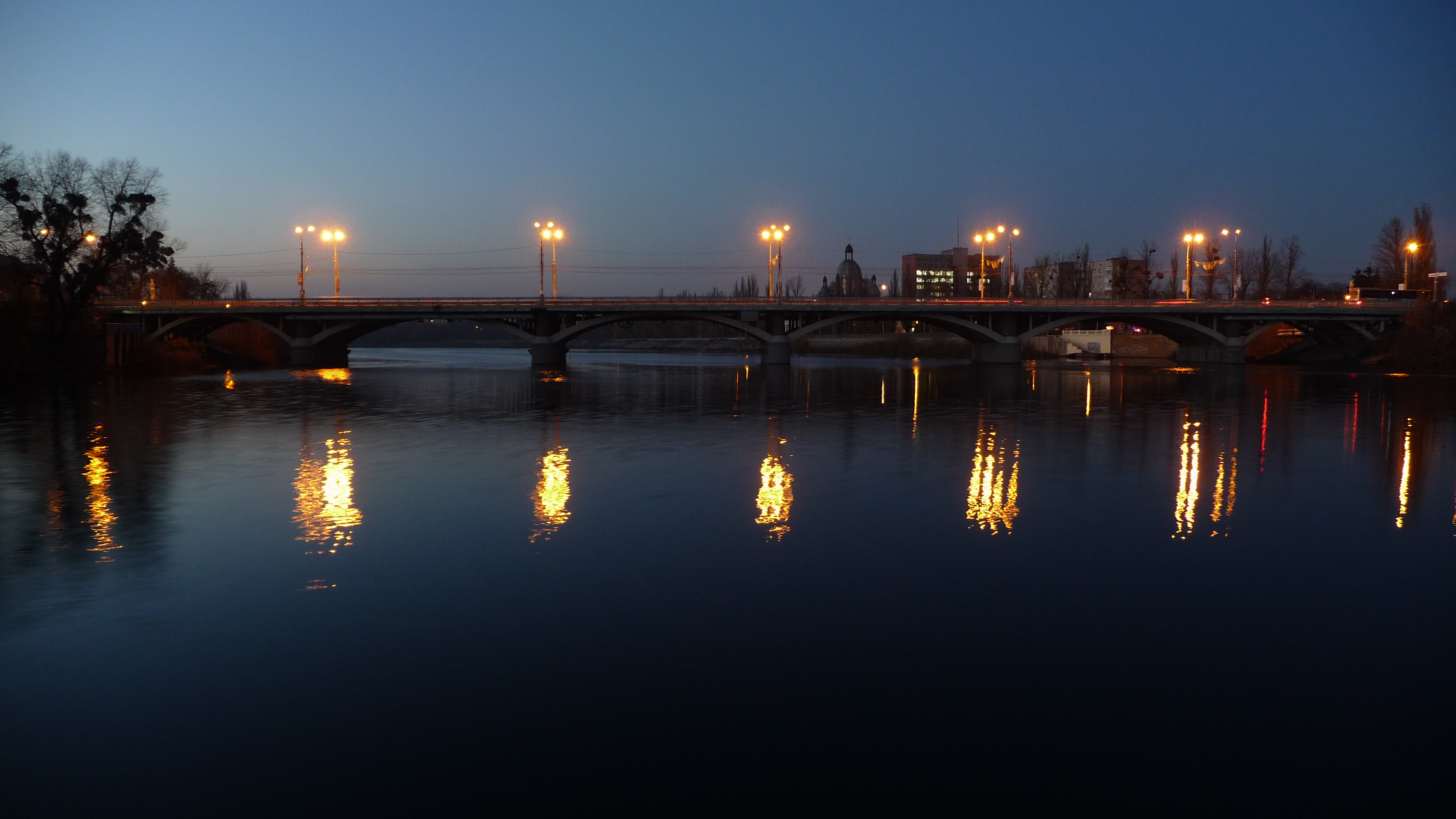
Brug over de Zuidelijke Boeg in Vinnytsja (2008)